# La Maruja
La Maruja est une localité rurale argentine située dans le département de Rancul, dans la province de La Pampa. La juridiction de la municipalité comprend également la ville d'Ingeniero Foster et sa zone rurale s'étend également sur le département de Conhelo.

## Démographie
La localité compte 1 168 habitants (Indec, 2010), soit une augmentation de 12,8 % par rapport au précédent recensement de 2001 qui dénombrait 1 035 habitants.

## Histoire
La Maruja a été fondée sur la branche ferroviaire Metileo - Arizona en 1928. C'est, parmi les villes de La Pampa dont la date de fondation est établie, la localité la plus jeune. La naissance de cette ville est liée à l'arrivée du premier train, avant la fondation, ainsi qu'à d'autres circonstances antérieures à la vente aux enchères susmentionnée, notamment la tentative d'établir une ville dans les environs, qui a reçu le nom de Villa Barale.
Le village a été établi à seulement 1 300 mètres de la localité actuelle. Il envisageait des bâtiments des deux côtés du chemin de fer et les propriétaires et fondateurs de cette zone étaient Juan et Dalmazzo Barale. L'intention d'y établir un noyau urbain n'a pas prospéré, et ses habitants se sont déplacés peu après vers le quartier naissant de La Maruja, nom de la femme de l'un des propriétaires de l'entreprise Pradere Hermanos.
Mais le propriétaire de la majeure partie de la zone était Modesto Caretto, né en Italie et qui a vécu dans différentes localités de La Pampa jusqu'à ce qu'il fonde La Maruja. Parmi les vestiges du passé de la ville, on peut compter les projets d'Irma Beatriz Valdivia, qui a permis de sauver, entre autres aspects, les préliminaires de la fondation et l'arrivée des chemins de fer.
Avec la fondation de la ville, des immigrants sont arrivés, surtout des Espagnols et des Italiens, ainsi que des familles de San Luis, dont la frontière de La Maruja n'est qu'à quelques kilomètres, dans une zone où ils ont développé le travail d'exploitation des caldenes et surtout la production agricole, qui provenait d'époques antérieures, à travers l'installation dispersée de campagnards, dans laquelle, selon les témoignages, la présence de ranchs créoles prédominait.
Après sa fondation, La Maruja s'est développée à partir de vingt pâtés de maisons de sa division initiale, de ses institutions naissantes qui, comme d'habitude, ont commencé par le registre civil, les bureaux de police et de poste et le juge de paix. La gare, selon Ferrocarriles en La Pampa, installée en juin 1927, revêtait également une importance particulière.
Le district municipal de La Maruja ajoute Colonia Lobocó au sud et la gare d'Ingeniero Foster, sur la même ligne ferroviaire, à l'ouest.